# Aeroportul Hay
Aeroportul Hay (IATA: HXX, ICAO: YHAY) este un aeroport din Hay⁠(d), Hay Shire⁠(d), Noul Wales de Sud, Australia ce deservește zona Hay⁠(d). A fost numit după zona deservită.
Situat la o altitudine de 90 m, aeroportul dispune de o singură pistă. Este operat de Hay Shire⁠(d).